# Giacomo Parravicino

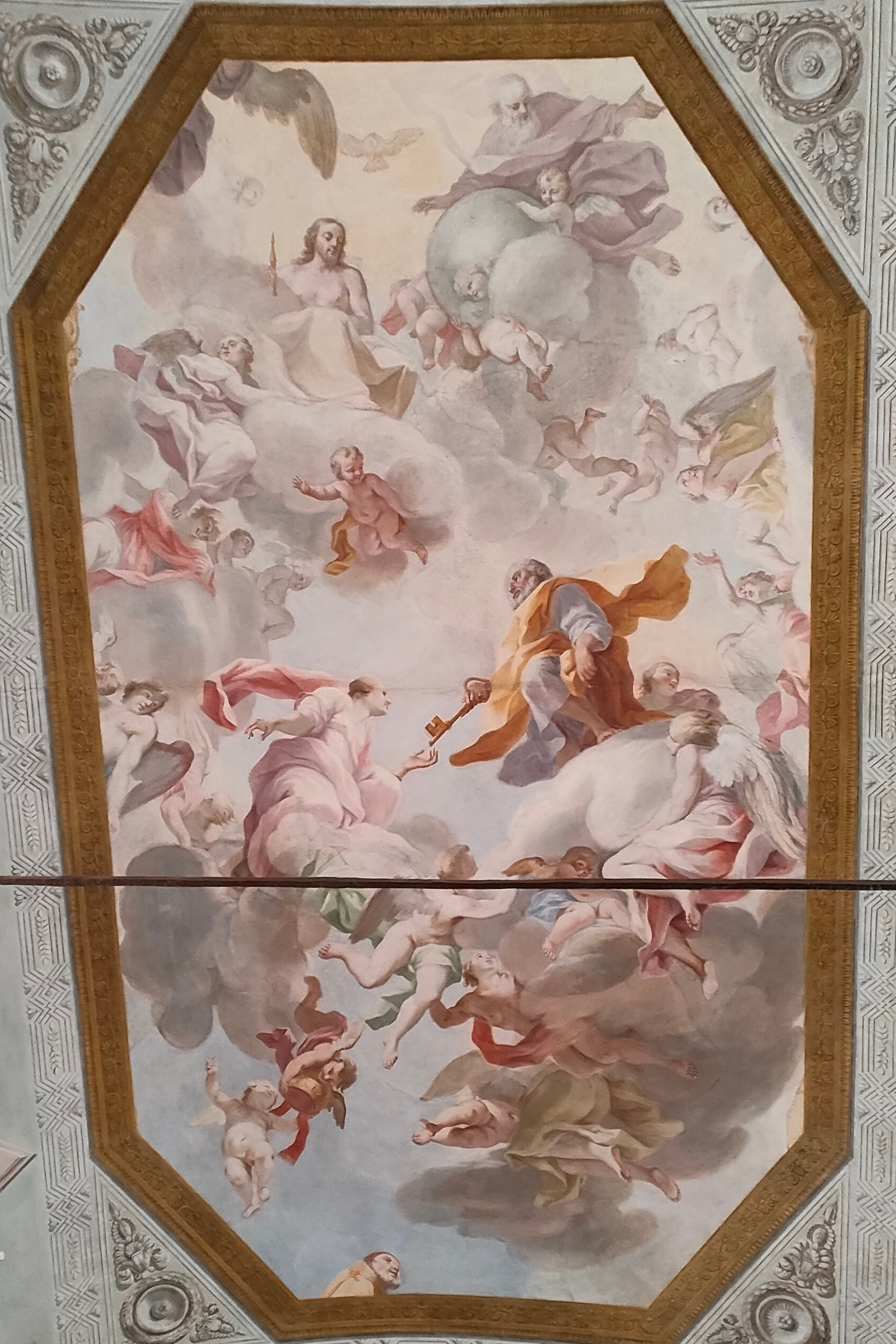
Giacomo Parravicini, volta della chiesa dei Santi Pietro e Paolo, Biumo Inferiore a Varese

Giacomo Parravicino, talvolta riportato come  Paravicini o Parravicini, detto il Gianolo (Caspano, 5 gennaio 1660 – Milano, 28 febbraio 1729), è stato un pittore italiano.

## Biografia
Giacomo Parravicino nacque a Caspano in Valtellina il 5 gennaio 1660 da Bartolomeo fu Giovanni Pietro, detto Chilla, e da Benedetta Marchesini.
Si formò alla rinnovata Accademia ambrosiana nel periodo in cui era retta da Antonio Busca (1625-1686).
I suoi primi lavori di rilievo li eseguì nel paese natio nella parrocchiale di San Bartolomeo nel biennio 1687-1688. Dello stesso periodo sono pure alcuni affreschi e tele in varie chiese e cappelle di Cercino e Morbegno, compresa la collegiata di San Giovanni Battista. In seguito, per il tramite dell'amico pittore Giorgio Bonola (1657-1700), fu a Vacciago, a Corconio e a Orta, nel novarese.
Verso il 1694, dipinse a Milano nel Duomo i quadri del Santissimo Sacramento e dei Miracoli di San Carlo.
L'anno successivo fu ancora a Milano per dipingere in collaborazione con il Bonola gli affreschi delle navate laterali della chiesa di Sant'Alessandro in Zebedia. In quell'anno entrò a far parte della neonata Accademia di San Luca fondata dal Bonola stesso (insieme al padre Rocco) nella natia Corconio, con l'intento di riunire i più noti pittori lombardi del tempo, a lui legati dal comune sentire artistico, sotto l'influenza della linea classicista tracciata da Carlo Maratta (1625-1713). Il sodalizio tra i due artisti si sviluppò intensamente tra il 1689 ed il 1695.
All'Accademia corconiense avevano aderito anche i fratelli Grandi di Varese, i quadraturisti Giovan Battista (1643- 1718) e Girolamo (1658-1718), con i quali il Gianolo pure collaborò intensamente negli anni successivi.

In particolare, l'intesa artistica tra il Paravicini e i fratelli Grandi si esplicò nella decorazione dell'oratorio di San Michele della confraternita dei Disciplini,  nella chiesa di San Calimero a Milano e, soprattutto, dal 1700 al 1702, nella realizzazione degli affreschi, con scene del Trionfo della Croce, della cupola della basilica di Santa Maria della Croce a Crema, allora retta dai Carmelitani Scalzi. Sull'onda del successo di questi ultimi lavori, furono loro commissionati alcuni anni dopo, sempre a Crema, gli affreschi (ora perduti) per la cappella del Crocifisso del Duomo e per la chiesa delle Zitelle di San Carlo. La collaborazione proseguì a Saronno nel santuario di San Francesco (1712), a Bagnolo Cremasco nella parrocchiale per la decorazione della cappella di San Giuseppe 1714) .
Nel contempo, a cavallo del secolo, il Gianolo (con il quale iniziò a collaborare anche il nipote Alessandro) operò a Chiuro nella parrocchiale dei santi Giacomo e Andrea e nel santuario della Beata Vergine della Neve e di San Carlo. Quindi a Caspano, a Cercino e nuovamente a Milano con una Immacolata in gloria nella cappella di Sant’Agata della chiesa di Sant'Angelo. Sempre verso la fine del secolo è datata la realizzazione delle tredici lunette del chiostro del convento di San Francesco  a Trecate.
Nel 1704 decorò la Chiesa dei Santi Pietro e Paolo di Biumo Inferiore, nel 1705-1706 dipinse due grandi tele (Il trasporto delle reliquie e Il martirio dei Ss. Gervasio e Protasio) per la chiesa dei santi Gervasio e Protasio a Sondrio e nel 1708 la Madonna del Rosario con San Domenico per la parrocchiale di Campovico (Morbegno) dove trovasi anche una sua Crocefissione del 1712. Di quel periodo sono pure i teleri della Predica e del Martirio di S.Bartolomeo nel presbiterio della parrocchiale di Caspano (1712-1714) e le tele della Madonna del Soccorso e Triade presso la chiesa della Misericordia di Casale Monferrato.
Sono altresì da citare i dipinti e l'affresco sulla vita di Sant'Alessandro nell'omonima chiesa a Traona, in cui si trovano anche altri diciotto dipinti raffiguranti altrettante virtù, gli affreschi e le tele del presbiterio della chiesa di Sant’Ignazio a Ponte in Valtellina e la pala della Madonna del Suffragio della chiesa dei santi Giacomo e Andrea di Chiuro.
Nel 1721 fu nuovamente a Crema, in Santa Maria della Croce, per decorare il corpo settentrionale della basilica.
Morì il 28 febbraio (o il 25) 1729 a Milano, dov'era convolato a nozze verso il 1680 con Caterina Biglia ved. Villa, (+ 1723), dalla quale ebbe quattro figli tra i quali Giuseppe (1683-1716), pure lui pittore, morto prematuramente a 33 anni. Il figlio di quest'ultimo, Alessandro (1705-1780), proseguì anch'egli con discreto successo l'attività artistica dopo aver collaborato lungamente con il nonno.